# Lee Han-sin
Lee Han-sin (* 27. Februar 1988 in Jinan, Jeollabuk-do) ist ein südkoreanischer Skeletonpilot.

## Werdegang
Lee Han-sin begann 2010 mit dem Skeleton und startete in seiner ersten internationalen Saison im Skeleton-America’s-Cup, wo sein bestes Resultat ein 13. Rang in Calgary war. Er bestritt daneben auch vier Rennen als Anschieber von Kim Dong-hyun im America’s Cup im Bobsport und wurde als bestes Ergebnis Achter in Lake Placid. Bei der Juniorenweltmeisterschaft 2011 wurde er 18. In der Folgesaison nahm er erneut am America’s Cup teil und wurde Zwölfter in der Gesamtwertung. Daneben debütierte er 2012 in der zweiten Saisonhälfte im Intercontinentalcup, wo er sich zwischen den Rängen 19 und 21 platzierte. Im mittlerweile umbenannten Skeleton-Nordamerikacup 2012/13 erreichte er in Whistler erstmals zwei zehnte Ränge und in der Folgesaison gelangen ihm sowohl im Nordamerikacup als auch im  Intercontinentalcup erste einstellige Resultate. Bei den Olympischen Spielen 2014 von Sotschi verpasste er den entscheidenden vierten Lauf und belegte den 24. Rang.
In der Saison 2014/15 gab Lee Han-sin sein Debüt im Weltcup und erreichte als bestes Ergebnis bei vier Rennteilnahmen am Anfang und Ende des Winters einen 22. Platz in Calgary. Dazwischen startete er im Intercontinentalcup und platzierte sich dort zwischen den Rängen 5 und 11. Bei der Skeleton-Weltmeisterschaft 2015 in Winterberg belegte er den 24. Platz. Auch 2015/16 startete er im Weltcup in die Saison und verpasste beim zweiten Rennen in Winterberg als Elfter nur knapp seine erste Top-10-Platzierung in der wichtigsten Rennserie.